# La Prensa (Canadá)
La Prensa es un periódico que se distribuye en Alberta (Canadá) desde septiembre de 2008. Es un periódico dirigido a la población latina inmigrante de Alberta, principalmente en Edmonton y Calgary.

## Distribución[1]
El periódico se distribuía mensualmente, pero desde diciembre del 2011, se distribuye cada 15 días 4.500 copias. 
La Prensa Calgary cubre el Sur de Alberta Red Deer, Airdrie, Calgary, Medicine Hat, y Lethbridge. La Prensa Edmonton cubre el Norte de Alberta Red Deer, Camrose, Leduc, St. Albert, Fort McMurray y Edmonton.
Tienen un contrato para distribuir el periódico puerta a puerta con “Canada Post”. También se distribuye en agencias de inmigración, escuelas de español, establecimientos latinos, bibliotecas …etc.

## Secciones
1. Noticias de Canadá, Calgary, Edmonton, Latinoamérica, internacional, economía,  tecnología y deportes.
2. Inmigración  (información para ayudar a los emigrantes latinos y noticias  relacionadas)
3. Sociales  (actividades y eventos de la comunidad latinoamericana)
4. Clasificados (con anuncios y ofertas de empleo)